# 지대공 미사일

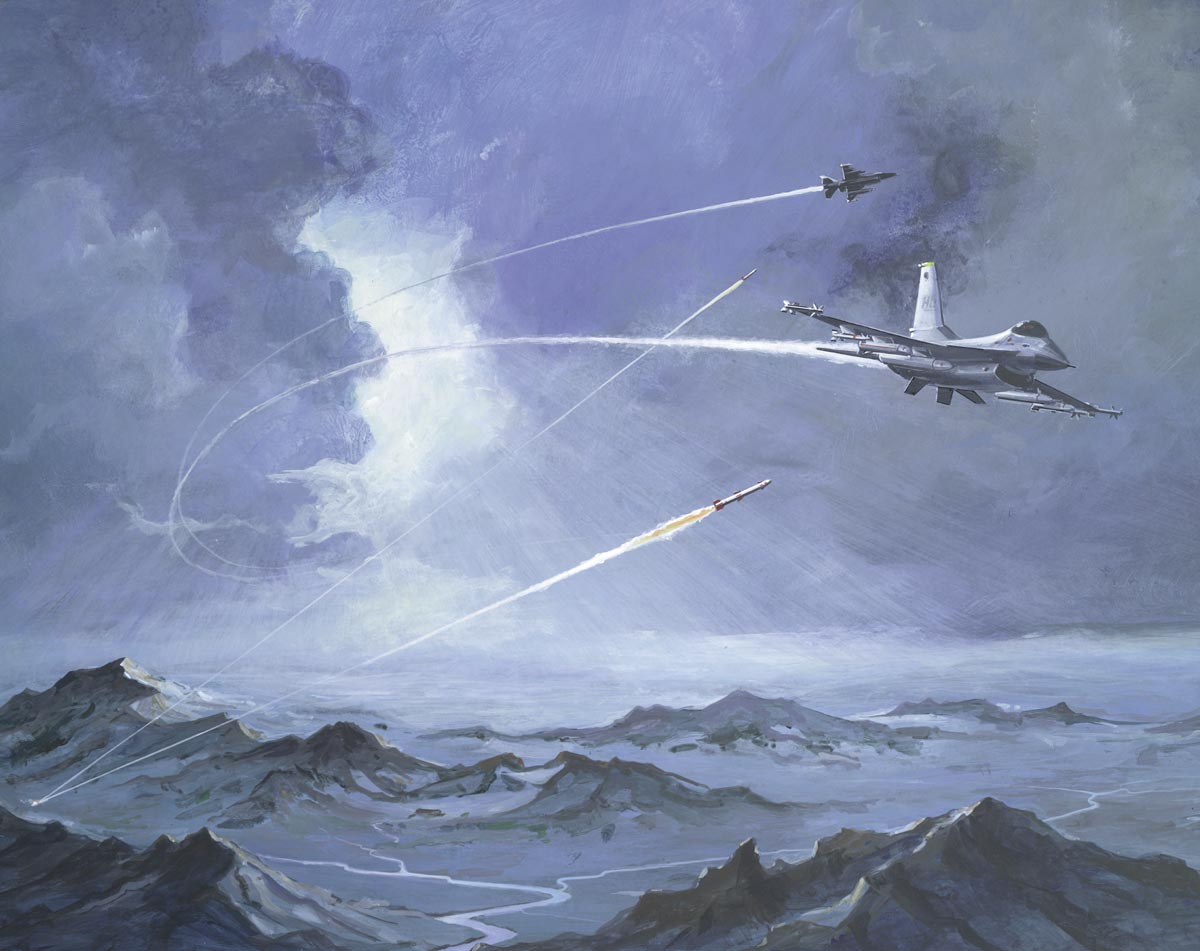

지대공 미사일(地對空 missile, Surface-to-air missile)은 지상에서 공중의 비행체를 목표로 발사되는 미사일이다. 대공 미사일 또는 지대공 유도탄(地對空導彈, 영어: surface-to-air missile, SAM)이라고도 부른다. 현대 군대에서는 미사일이 대부분의 다른 형태의 전용 대공 무기를 대체하고 대공포가 특수 역할을 맡게 되었다.
SAM 개발에 대한 첫 번째 시도는 제2차 세계 대전 중에 이루어졌지만, 운영 시스템은 도입되지 않았다. 1940년대와 1950년대의 추가 발전으로 1950년대 후반 대부분의 주요 세력이 운영 시스템을 도입하게 되었다. 근거리 작업에 적합한 더 작은 시스템은 1960년대와 1970년대에 걸쳐 인간이 휴대할 수 있는 현대적인 시스템으로 발전했다. 함재 시스템은 육상 기반 모델의 진화를 따랐으며, 장거리 무기로 시작하여 점진적으로 소형 설계로 진화하여 다층 방어를 제공했다. 이러한 설계의 진화는 점점 더 총기 기반 시스템을 최단 거리 역할로 밀어 넣었다.
미국 나이키 에이잭스는 최초의 SAM 시스템이었으며, 소련의 S-75 드비나는 가장 많이 생산된 SAM 시스템이었다. 널리 사용되는 현대식 예로는 패트리어트 및 S-300 광역 시스템, SM-6 및 MBDA 아스터 함대공 미사일, FIM-92 스팅어 및 9K38 이글라와 같은 단거리 휴대용 시스템이 있다.

## 역사
유도 지대공 미사일에 대한 최초로 알려진 아이디어는 1925년에 빔 라이딩 시스템이 제안되었을 때였다. 이 시스템은 로켓이 탐조등 빔을 따라 목표물로 향하도록 하는 방식이었다. 로켓의 4개 꼬리 날개 끝에는 셀레늄 전지가 뒤를 향하도록 장착되었다. 하나의 셀레늄 전지가 더 이상 광선에 있지 않으면, 반대 방향으로 조향되어 다시 빔 안으로 들어오게 된다. 도면이 제시된 지대공 미사일의 개념과 설계에 대한 최초의 역사적 언급은 1931년 발명가 구스타프 라스무스에 의해 이루어졌는데, 그는 항공기 엔진 소리에 따라 추적하는 설계를 제안했다.

### 제2차 세계 대전
제2차 세계 대전 동안, 성능이 계속 향상되는 폭격기에 대해 대공포가 거의 소용이 없다고 일반적으로 여겨졌기 때문에, 지대공 미사일 개발 노력이 시작되었다. 대공포 포탄의 치명적인 반경은 상당히 작고, "명중" 확률은 기본적으로 발사당 고정된 비율이다. 목표물을 공격하기 위해, 항공기가 사정거리에 있는 동안 포는 가능한 한 많은 포탄을 발사하여, 이들 중 하나가 치명적인 사거리 내에 들어올 확률을 높이기 위해 계속 발사한다. 수많은 독일의 8.8 cm 대공포의 사정거리 내에서 작동했던 보잉 B-17에 대해, 파괴된 폭격기당 평균 2,805발이 발사되어야 했다.
더 높은 고도에서 비행하는 폭격기는 도달하기 위해 더 큰 포와 포탄을 필요로 한다. 이것은 시스템 비용을 크게 증가시키고, (일반적으로) 발사 속도를 늦춘다. 더 빠른 항공기는 더 빨리 사정거리를 벗어나, 그들에 대해 발사되는 탄약 수를 줄인다. 보잉 B-29 슈퍼포트리스나 아라도 Ar 234와 같은 후기형 제트 추진 설계에 대해 대공포는 본질적으로 쓸모없을 것이다. 이 잠재력은 1942년 발터 폰 악스텔름이 "항공기 속도와 비행 고도가 점차 1,000 km/h (620 mph)와 10,000–15,000 m (33,000–49,000 ft) 사이에 도달할 것"이라고 예측하며 대공 방어의 증가하는 문제를 설명했을 때 이미 분명했다. 이것은 일반적으로 인식되었다. 1943년 11월 영국 왕립 해군 포병국장은 "배를 떠날 때 통제력을 잃는 발사체는 이 문제에서 우리에게 아무 소용이 없다"고 말하며 대공포가 제트기에 대해 쓸모없을 것이라고 결론지었다.

#### 추축국의 노력

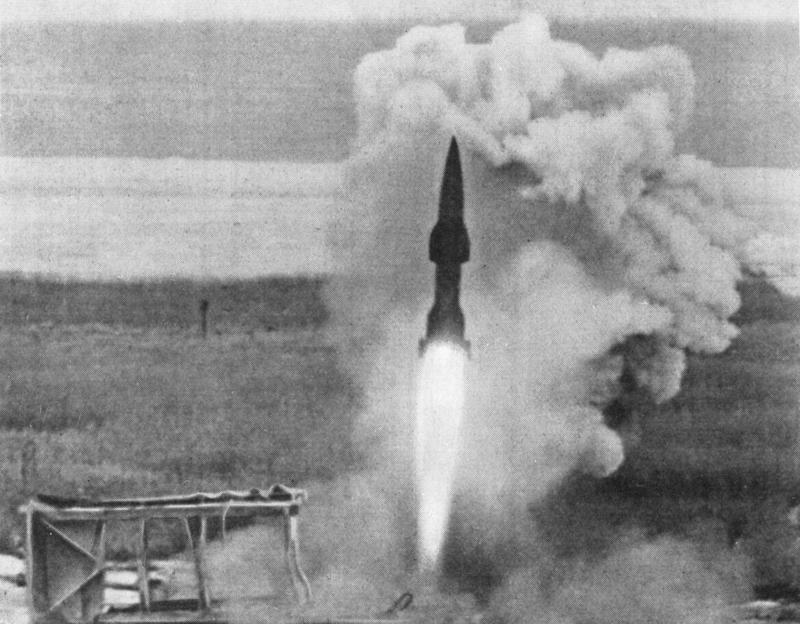
바서팔 미사일이 시험 비행 중 이륙한다.

SAM 개발 프로젝트에 대한 최초의 진지한 고려는 1941년 독일에서 이루어진 일련의 대화였다. 2월, 프리드리히 할더는 "대공 로켓" 개념을 제안했고, 이는 발터 도른베르거가 베르너 폰 브라운에게 15,000 and 18,000 m (49,000 and 59,000 ft) 고도에 도달할 수 있는 유도 미사일에 대한 연구를 준비해달라고 요청하게 했다. 폰 브라운은 더 나은 해결책이 유인 로켓 요격기라고 확신했고, 7월에 T-Amt 국장 롤루프 루프트에게 그렇게 말했다. 독일 공군 대공포 부서의 국장들은 유인 항공기에 관심이 없었고, 팀들 간의 의견 불일치로 인해 SAM에 대한 진지한 고려가 2년 동안 지연되었다.
폰 악스텔름은 1942년에 자신의 우려를 발표했고, 이 주제는 처음으로 진지하게 고려되었다. 액체 및 고체 연료 로켓에 대한 초기 개발 프로그램은 1942년 대공포 개발 프로그램의 일부가 되었다. 이 시점에는 페네뮌데 팀의 진지한 연구가 준비되었고, 1940년의 Feuerlilie, 1941년의 바서팔 미사일 및 헨셸 Hs 117 슈메터링을 포함한 여러 로켓 설계가 제안되었다. 이러한 프로젝트들은 1943년 연합군 공군의 첫 대규모 공습이 시작될 때까지 실제 개발이 이루어지지 않았다. 문제의 긴급성이 커지면서, Enzian 및 Rheintochter와 같은 새로운 설계뿐만 아니라, 파동으로 발사되도록 설계된 무유도 타이푼 (로켓)도 추가되었다.
일반적으로 이러한 설계는 두 가지 그룹으로 나눌 수 있었다. 한 그룹의 설계는 폭격기 앞에서 고도로 부스트된 다음, 유인 항공기와 비슷한 저속으로 정면 접근 방식으로 폭격기를 향해 비행한다. 이러한 설계에는 Feuerlilie, Schmetterling 및 Enzian이 포함되었다. 두 번째 그룹은 일반적으로 초음속으로 목표물을 아래에서 직접 향해 비행하는 고속 미사일이었다. 여기에는 Wasserfall 및 Rheintochter가 포함되었다. 두 유형 모두 무선조종을 사용하여 유도되었는데, 육안으로 하거나 단일 레이더 화면에서 미사일과 목표물의 반사 신호를 비교하는 방식이었다. 이 모든 시스템의 개발은 동시에 진행되었고, 전쟁은 이들 중 어느 것도 전투에 사용할 준비가 되기 전에 끝났다. 군의 여러 그룹 간의 내분 또한 개발을 지연시켰다. Me 163 코메트 및 바헴 Ba 349 나터와 같은 일부 극단적인 전투기 설계도 의도된 용도에서 SAM과 겹쳤다.
알베르트 슈페어는 미사일 개발을 특히 지지했다. 그의 의견으로는, 처음부터 일관되게 개발되었더라면 1944년의 대규모 연합군 폭격 공세는 불가능했을 것이다.

#### 연합군의 노력

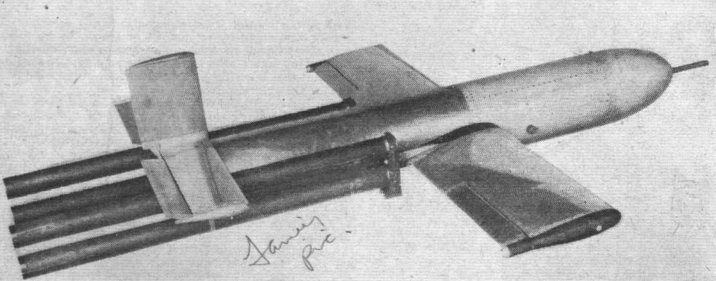
전형적인 "부스트-글라이드" 유형 무기인 페어리 스투지(Fairey Stooge)는 목표물과 충돌하도록 비행하는 무장 무인 항공기였다. 엔치안(Enzian)과 슈메터링(Schmetterling)은 개념, 설계 및 성능면에서 유사했다.

영국은 제2차 세계 대전 초기에 무유도 대공 로켓(Z 배터리라는 이름으로 운용)을 개발했지만, 연합군이 일반적으로 유지했던 공중 우세는 유사한 무기에 대한 수요가 그리 크지 않았음을 의미했다.
1943년 헨셸 Hs 293과 프리츠 X 활공 폭탄에 의해 여러 연합군 함선이 침몰하자 연합군의 관심이 바뀌었다. 이 무기들은 먼 거리에서 발사되어 폭격기가 함선의 대공포 사정거리 밖에 머물렀고, 미사일 자체는 너무 작고 빨라 효과적으로 공격할 수 없었다.
이 위협에 대처하기 위해 미국 해군은 장거리에서 발사 항공기를 파괴하기 위한 램제트 추진 미사일을 개발하기 위해 작전 범블비를 시작했다. 초기 성능 목표는 10 마일 (16 km)의 수평 사거리와 30,000 피트 (9,100 m) 고도에서 요격하는 것이었으며, 30%에서 60%의 격추 확률을 위해 300 to 600 파운드 (140 to 270 kg)의 탄두를 탑재하는 것이었다. 이 무기는 16년 후 RIM-8 탈로스로 운용되기 시작했다.
필리핀 해방 작전과 오키나와 전투 중 가미카제 공격으로 인한 막대한 선박 손실은 유도 미사일 개발에 추가적인 동기를 부여했다. 이는 영국의 페어리 스투지와 브레이크마인 개발 노력으로 이어졌고, 미국 해군의 SAM-N-2 락 개발로 이어졌다. 락은 상당한 어려움을 겪었고 작전 운용에 들어가지 못했다. 전쟁 종식으로 영국의 노력은 평생 동안 순전히 연구 개발에만 사용되었다.

### 전후 배치

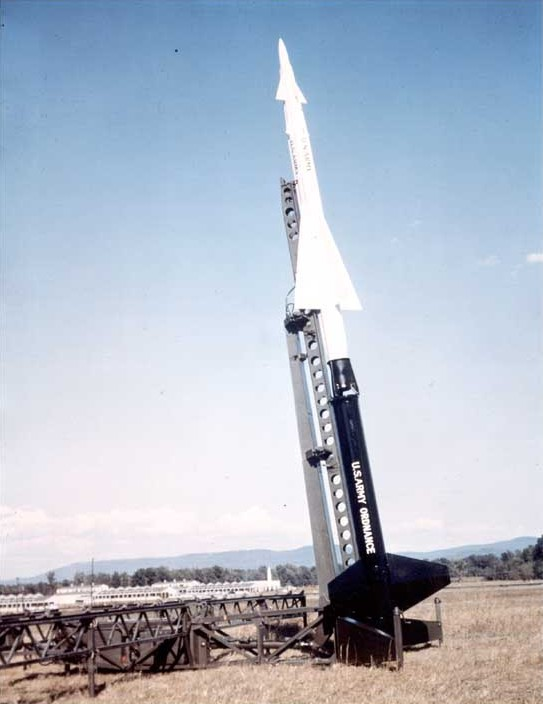
나이키 에이잭스는 최초의 작전용 SAM 시스템이었다.

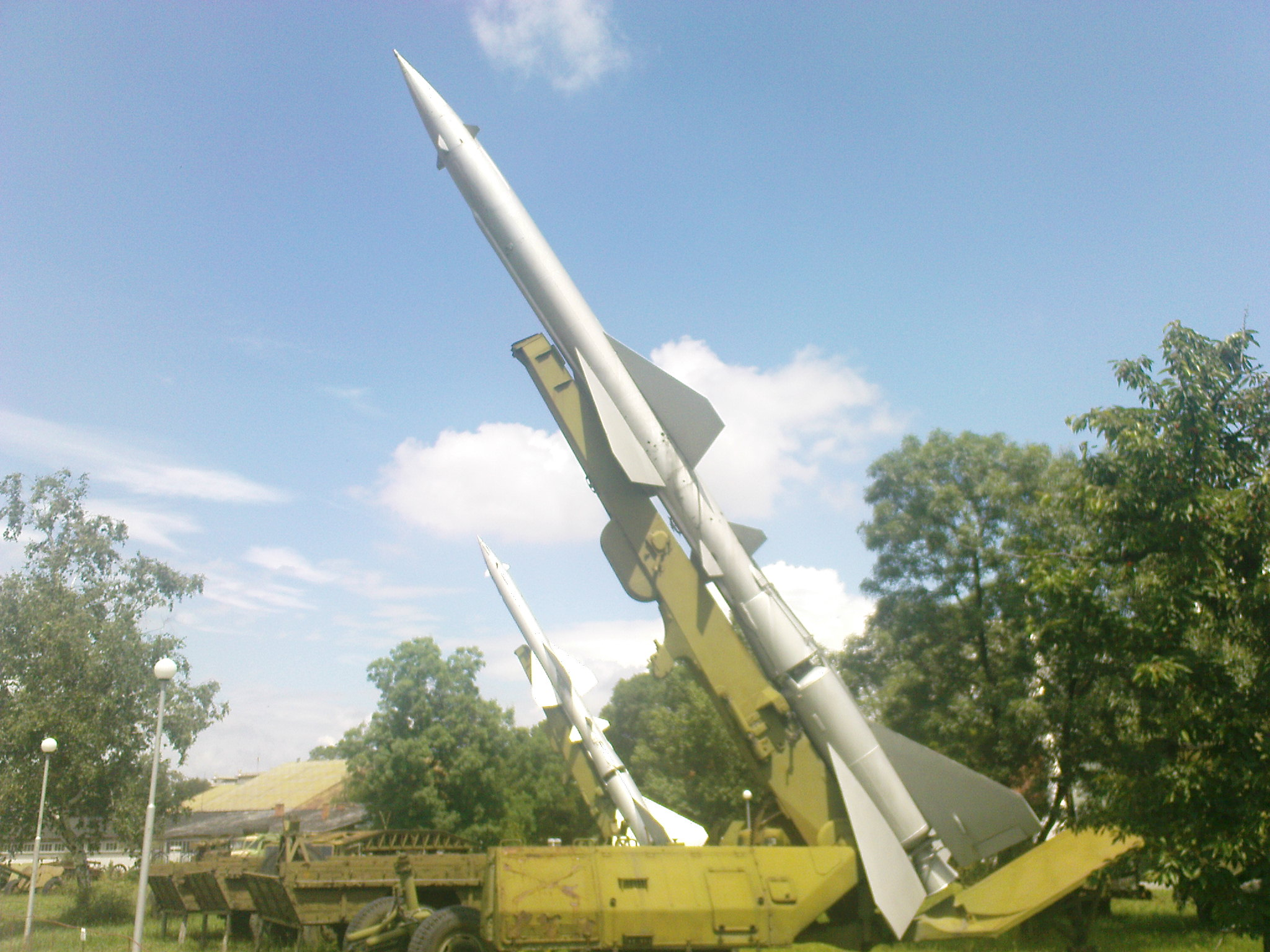
세계에서 가장 널리 배치된 SAM 시스템 중 하나인 S-75 드비나 지대공 미사일.

전후 즉시, SAM 개발은 전 세계적으로 진행 중이었고, 이 중 여러 개가 1950년대 초중반에 운용되기 시작했다.
대공포에 대해 독일과 동일한 결론에 도달한 미국 육군은 1944년에 프로젝트 나이키 개발을 시작했다. 벨 연구소가 주도한 나이키 에이잭스는 1952년에 생산 형태로 시험되었고, 1954년 3월에 가동되면서 최초의 작전용 SAM 시스템이 되었다. 에이잭스가 항공기 편대와 대처하는 능력에 대한 우려로 인해, 1958년에는 동일한 기본 설계의 크게 업데이트된 버전인 나이키 허큘리스가 운용에 들어갔으며, 이는 최초의 핵무장 SAM이었다. 미국 육군 공군은 또한 충돌 코스 무기(독일의 무선 조종 개념과 같은)를 고려했고 1946년에 프로젝트 텀퍼를 시작했다. 이것은 다른 프로젝트인 위자드와 합쳐져 1959년에 CIM-10 보마크로 등장했다. 보마크는 사거리가 500km가 넘었지만, 상당히 비싸고 다소 신뢰성이 낮았다.
라인메탈 에어 디펜스의 RSD 58 개발은 1947년에 시작되었으며, 1955년까지 엄중한 비밀에 부쳐졌다. 미사일의 초기 버전은 1952년에 이미 구매가 가능했지만, 작전 운용에는 들어가지 못했다. RSD 58은 빔 라이딩 유도 방식을 사용했는데, 이는 고속 항공기에 대해 성능이 제한적이며, 미사일이 목표물을 충돌 지점으로 "선행"할 수 없기 때문이다. 여러 국가에서 시험 및 훈련 목적으로 구매했지만, 작전 판매는 이루어지지 않았다.
소련은 냉전 발발과 함께 SAM 시스템 개발을 본격적으로 시작했다. 이오시프 스탈린은 모스크바가 베를린에 대한 것과 같은 미국과 영국의 공습을 받을까 우려했고, 1951년에는 900대 폭격기 공습에 대응할 미사일 시스템을 가능한 한 빨리 구축할 것을 요구했다. 이는 S-25 베르쿠트 시스템(NATO 보고명: SA-1 "길드")으로 이어졌고, 이 시스템은 급하게 설계, 개발 및 배치되었다. 초기 부대는 1955년 5월 7일에 작전 운용에 들어갔고, 모스크바를 둘러싼 전체 시스템은 1956년 6월까지 완전히 가동되었다. 그러나 이 시스템은 1956년 7월 5일 U-2 정찰기의 소련 수도 모스크바 상공 유일한 비행을 탐지, 추적, 요격하는 데 실패했다. S-25는 고정 시스템이었지만, 훨씬 더 이동성이 높은 소형 설계에도 노력이 투입되었다. 이것은 1957년에 유명한 S-75 드비나 (SA-2 "가이드라인")로 등장했는데, 이는 매우 높은 성능을 가진 이동식 시스템으로 2000년대까지 운용되었다. 소련은 역사 내내 SAM 개발의 선두에 머물렀고, 러시아도 이를 따랐다.
스투지와 브레이크마인으로 시작된 영국의 초기 개발은 성공적이었으나, 전후 시대에 더 이상의 개발은 축소되었다. 이 노력은 냉전 발발과 함께 새로운 레이더, 전투기, 미사일로 영국 대공 방어를 개선하는 "단계 계획"에 따라 다시 활기를 띠었다. "1단계"를 위해 공통 레이더 및 제어 장치를 기반으로 두 가지 경쟁 설계가 제안되었고, 이들은 1958년에 영국 공군의 브리스톨 블러드하운드로, 1959년에 육군의 English Electric Thunderbird로 등장했다. 세 번째 설계는 역할과 타임라인 면에서 미국의 범블비 노력을 따랐으며, 1961년에 시슬러그로 운용에 들어갔다.

### 베트남 전쟁

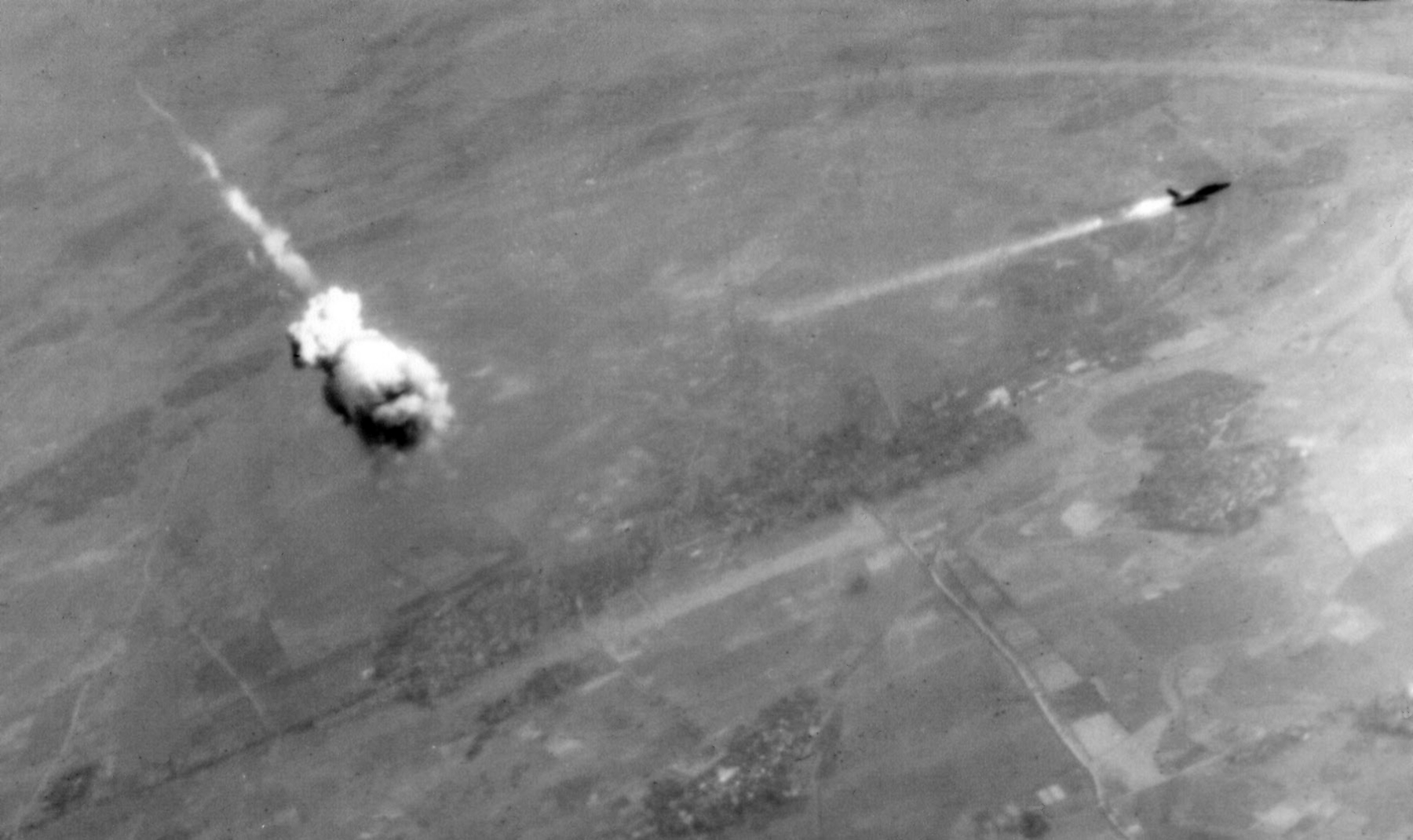
S-75 드비나 (SA-2)가 북베트남 상공에서 F-105를 명중시킨 직후, 전투폭격기가 화염을 뿜기 시작한다.

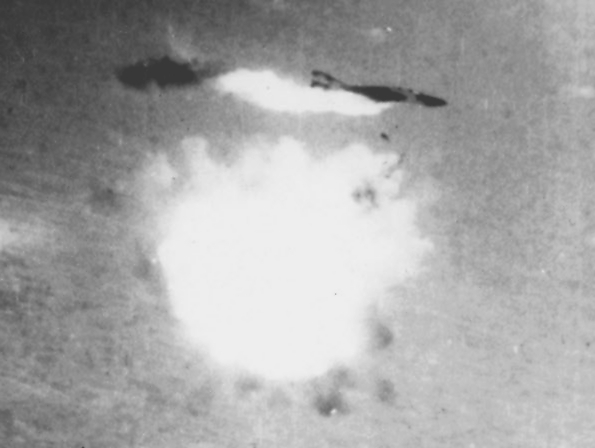
S-75 미사일이 RF-4C 정찰기 바로 아래에서 폭발한다. 승무원은 탈출하여 포로가 되었다.

베트남 전쟁은 유도 대공 미사일이 고도로 발전된 초음속 제트 항공기에 심각하게 도전한 최초의 현대전이었다. 또한 소련의 최신 대공 방어 기술과 미국의 최신 제트 전투기 및 폭격기가 전투에서 서로 맞붙은 최초이자 유일한 사례가 될 것이다 (IAF가 시리아 SA-3에 도전받았던 욤키푸르 전쟁은 제외한다면).
미국 공군은 이 위협에 대해 점점 더 효과적인 수단으로 대응했다. Operation Spring High와 Operation Iron Hand의 일환으로 미사일 기지를 직접 공격하려는 초기 노력은 일반적으로 성공적이지 못했지만, 와일드 위즐 항공기에 AGM-45 슈라이크 미사일과 스탠더드 ARM 미사일이 도입되면서 상황은 극적으로 변했다. 각 측이 우위를 점하기 위해 새로운 전술을 도입하면서 속임수와 역속임수가 뒤따랐다. 1972년 라인배커 II 작전 당시 미국은 S-75의 성능과 작동에 대한 중요한 정보(이스라엘이 포획한 아랍 S-75 시스템을 통해)를 얻었으며, 이 임무를 SAM이 포화된 환경에서 전략폭격기의 작전 능력을 시연하는 방법으로 사용했다. 그들의 첫 임무는 정확히 그 반대를 보여주는 듯했으며, 단일 임무에서 B-52 3대가 손실되고 여러 대가 손상되었다. 극적인 변화가 뒤따랐고, 시리즈가 끝날 무렵에는 추가적인 채프, ECM, Iron Hand 및 기타 변경 사항으로 임무가 수행되어 점수가 극적으로 바뀌었다. 라인배커 II 캠페인이 종료될 때쯤, B-52에 대한 S-75의 격추율은 7.52%였다 (B-52 15대가 격추되었고, 5대가 심하게 손상되었으며, 미사일 266발이 발사되었다).
전쟁 중, 소련은 북베트남에 7,658기의 SAM을 공급했으며, 북베트남 방어군은 약 5,800회 발사를 수행했는데, 보통 3발씩 발사했다. 전쟁이 끝날 무렵, 미국은 전투 작전에서 총 3,374대의 항공기를 잃었다. 북베트남에 따르면, 31%는 S-75 미사일에 의해 격추되었고 (항공기 1,046대, 또는 격추당 미사일 5.6발), 60%는 대공포에 의해 격추되었고, 9%는 MiG 전투기에 의해 격추되었다. S-75 미사일 시스템은 S-75 레이더 기지에서 데이터를 사용하여 북베트남 대공포의 효율성을 크게 향상시켰다. 그러나 미국은 이 항공기 중 205대만이 북베트남 지대공 미사일에 의해 손실되었다고 밝혔다.

### 더 작고, 더 빠르게

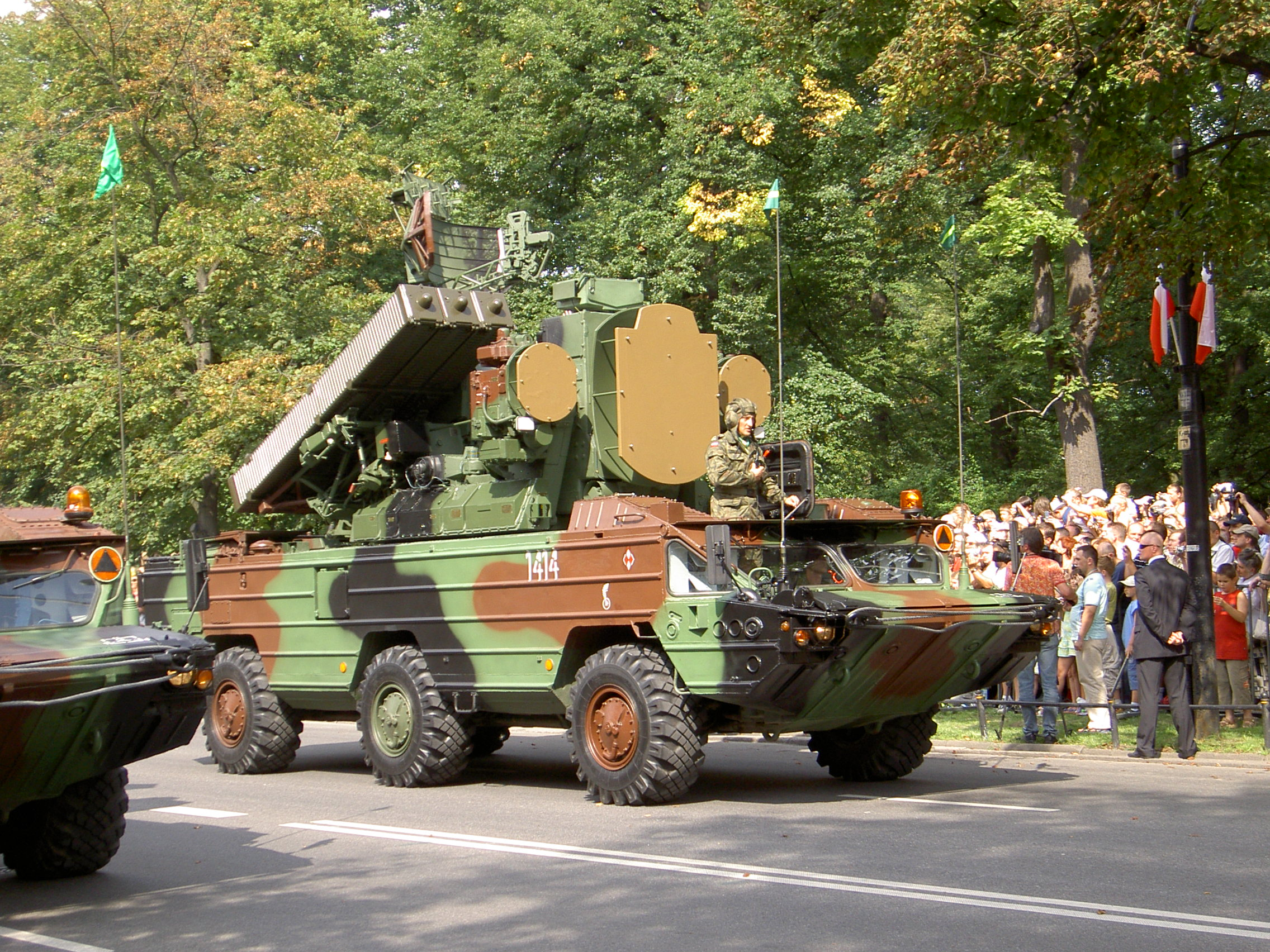
오사(Osa)는 탐색, 추적, 미사일을 모두 단일 이동 플랫폼에 포함한 최초의 시스템이었다.

이 초기 시스템들은 모두 이동성이 제한적이고 상당한 설치 시간이 필요한 "중량급" 설계였다. 그러나 점차 효율성이 향상되었다. 1960년대 초반에 SAM의 배치는 고속 고고도 전투 비행을 사실상 자살 행위로 만들었다. 이를 피하는 방법은 미사일 레이더 시스템의 시야선 아래로 더 낮게 비행하는 것이었다. 이는 제너럴 다이내믹스 F-111 아드바크, BAC TSR-2, 파나비아 토네이도와 같이 매우 다른 항공기를 필요로 했다.
결과적으로, 1960년대에 SAM은 빠르게 발전했다. 목표물이 이제 더 큰 미사일의 존재 때문에 더 낮게 비행하도록 강요받았기 때문에, 교전은 필연적으로 짧은 거리에서 빠르게 발생할 수밖에 없었다. 짧은 거리는 미사일이 훨씬 작아질 수 있음을 의미했으며, 이는 이동성 측면에서 도움이 되었다. 1960년대 중반까지 거의 모든 현대 군대는 보호하는 군대와 함께 이동할 수 있는 트럭이나 경장갑차에 장착된 단거리 미사일을 보유하고 있었다. 예로는 2K12 쿱 (SA-6) 및 9K33 오사 (SA-8), MIM-23 호크, 레이피어 (미사일), 롤랜드 (미사일), 크로탈 (미사일)이 있다.
1960년대 후반과 1970년대에 시 스키밍 미사일이 도입되면서 이러한 목표물에 대한 방어를 위한 추가적인 중거리 및 단거리 설계가 개발되었다. 영국의 Sea Cat은 보포스 40mm 기관포를 대체하기 위해 특별히 설계된 초기 예시였으며, 최초의 작전용 근접 방어 SAM이 되었다. 미국의 RIM-7 시스패로는 대부분의 해군에서 운용되는 다양한 설계로 빠르게 확산되었다. 이들 중 다수는 초기 이동식 설계에서 개조되었지만, 해군 역할의 특수성으로 인해 많은 맞춤형 미사일이 계속 존재하게 되었다.

### 휴대용 방공 미사일

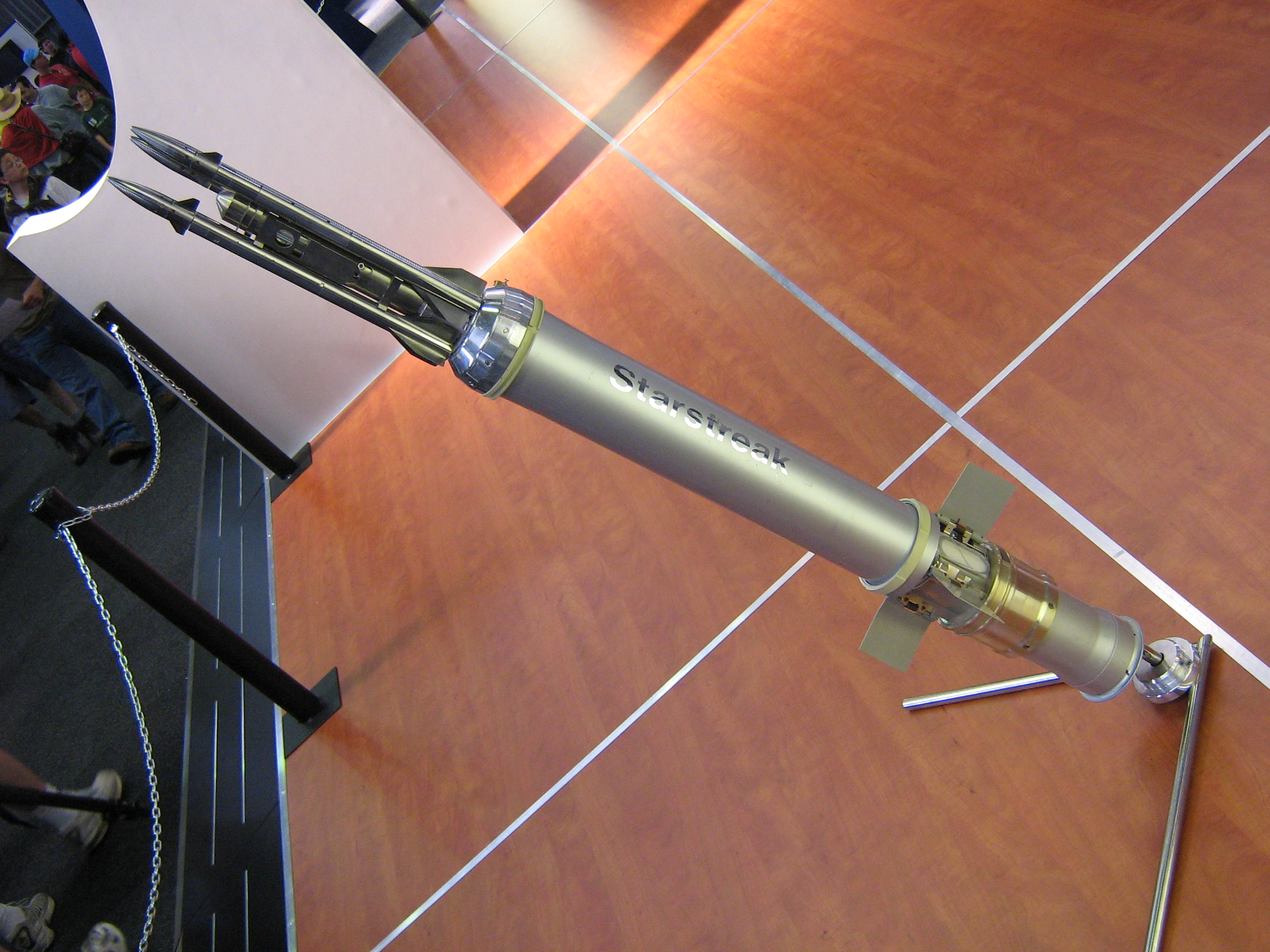
영국 육군의 스타스트릭 미사일 레이저 유도 지대공 미사일.

항공기가 점점 더 낮게 비행하고 미사일 성능이 계속 향상됨에 따라, 결국 효과적인 휴대용 대공 미사일을 만들 수 있게 되었다. 휴대용 방공 미사일로 알려진 최초의 예시는 홀먼 프로젝터로 알려진 영국 왕립 해군 시스템으로, 소형 함정의 최후의 무기로 사용되었다. 독일 또한 플리거파우스트로 알려진 유사한 단거리 무기를 생산했지만, 매우 제한된 규모로만 운용되었다. 이 무기와 전후 시대의 제트 전투기 간의 성능 격차는 너무 커서 그러한 설계는 효과적이지 않을 것이다.
1960년대에 기술은 이 격차를 어느 정도 좁혔고, 이는 FIM-43 레드아이, SA-7 그레일, 블로우파이프 (미사일)의 도입으로 이어졌다. 1980년대의 급속한 발전은 FIM-92 스팅어, 9K34 스트렐라-3 (SA-14), 이글라-1, 스타스트릭 미사일과 같이 성능이 극적으로 향상된 2세대 설계로 이어졌다. 1990년대부터 2010년대까지 중국은 이러한 영향을 받은 설계, 특히 FN-6 및 QW 미사일 시리즈를 개발했다.
SAM의 진화를 통해, 대공포도 개선되었지만, 미사일은 대공포를 점점 더 짧은 거리 역할로 밀어넣었다. 1980년대까지 남아있는 유일한 광범위한 사용은 비행장과 함정의 지점 방어, 특히 순항 미사일에 대한 방어였다. 1990년대에는 RIM-116 램과 같은 새로운 휴대용 방공 미사일 및 유사한 단거리 무기에 의해 이러한 역할마저 침해되고 있었다.

## 일반 정보
지대공 미사일은 유도 방식, 이동성, 고도 (높이) 및 사거리에 따라 분류된다.

### 이동성, 기동성 및 사거리

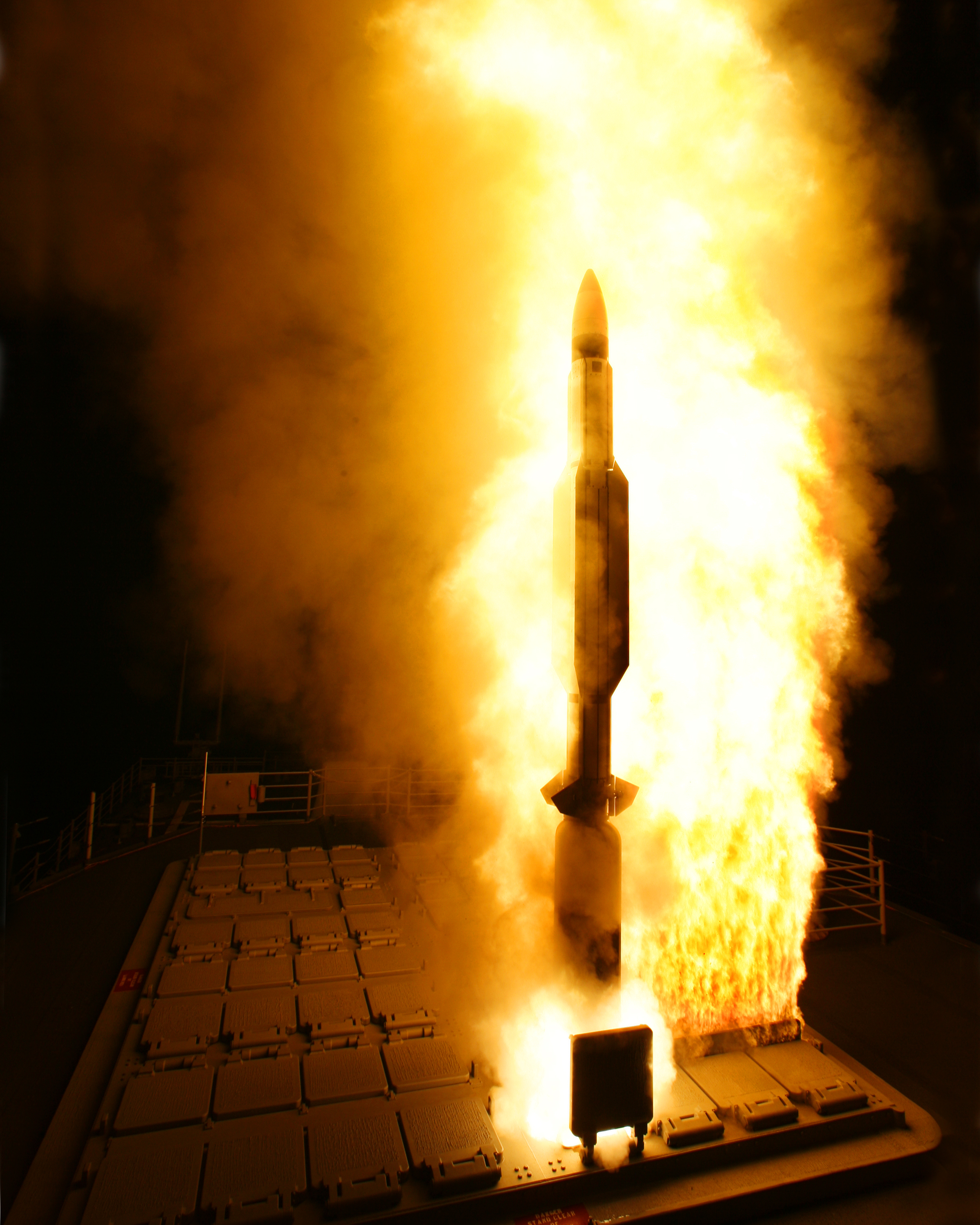
RIM-161과 같은 장거리 SAM은 현대 해군력의 중요한 부분이다.

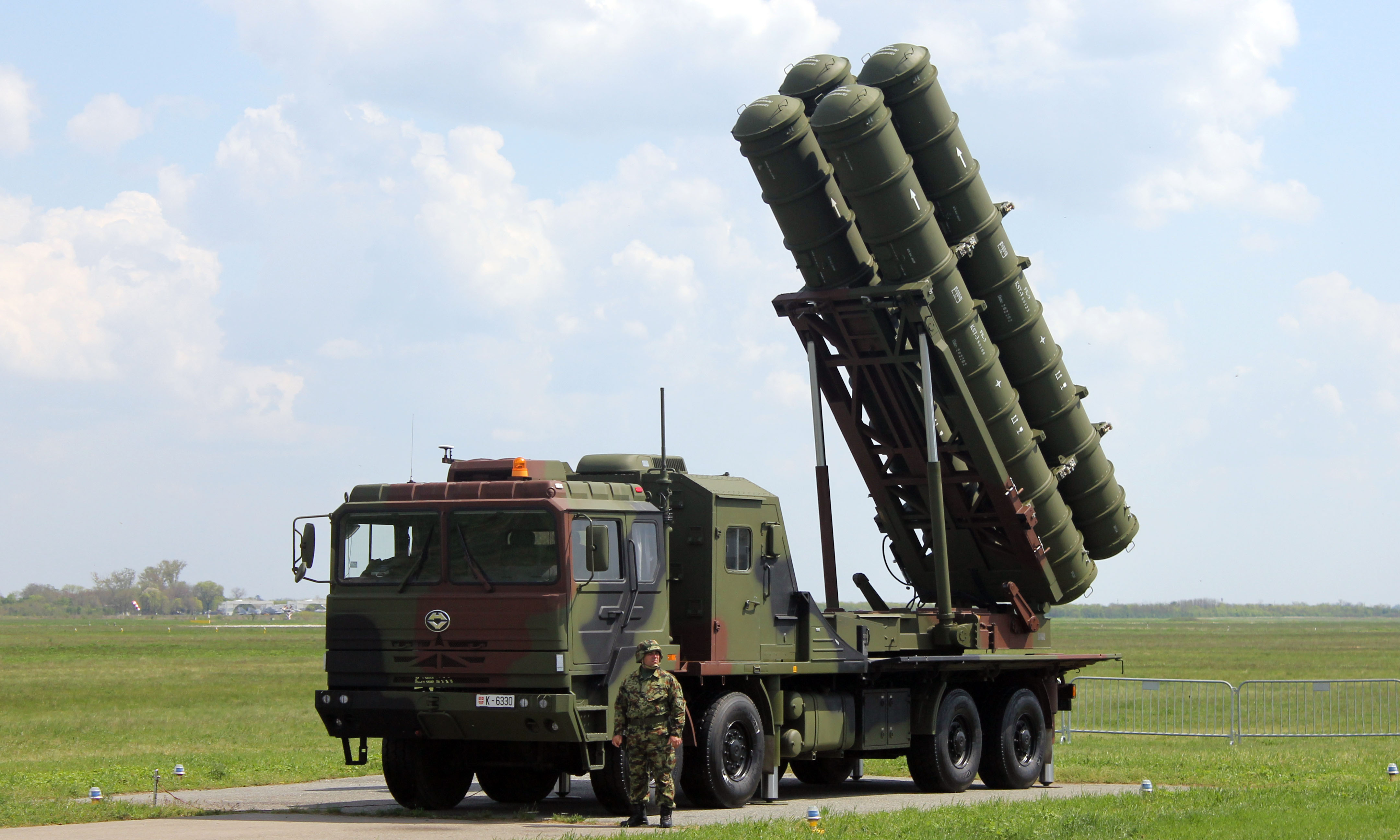
세르비아 공군 및 공방의 중국 HQ-22 시스템의 수출 버전인 FK-3

더 먼 거리를 비행할 수 있는 미사일은 일반적으로 더 무거우므로 이동성이 떨어진다. 이로 인해 SAM 시스템은 세 가지 "자연스러운" 분류로 나뉜다. 고정식 또는 반이동식의 중장거리 시스템, 이동 중에 발사할 수 있는 차량 장착형 중거리 시스템, 그리고 단거리 휴대용 방공 미사일 (MANPADS)이다.

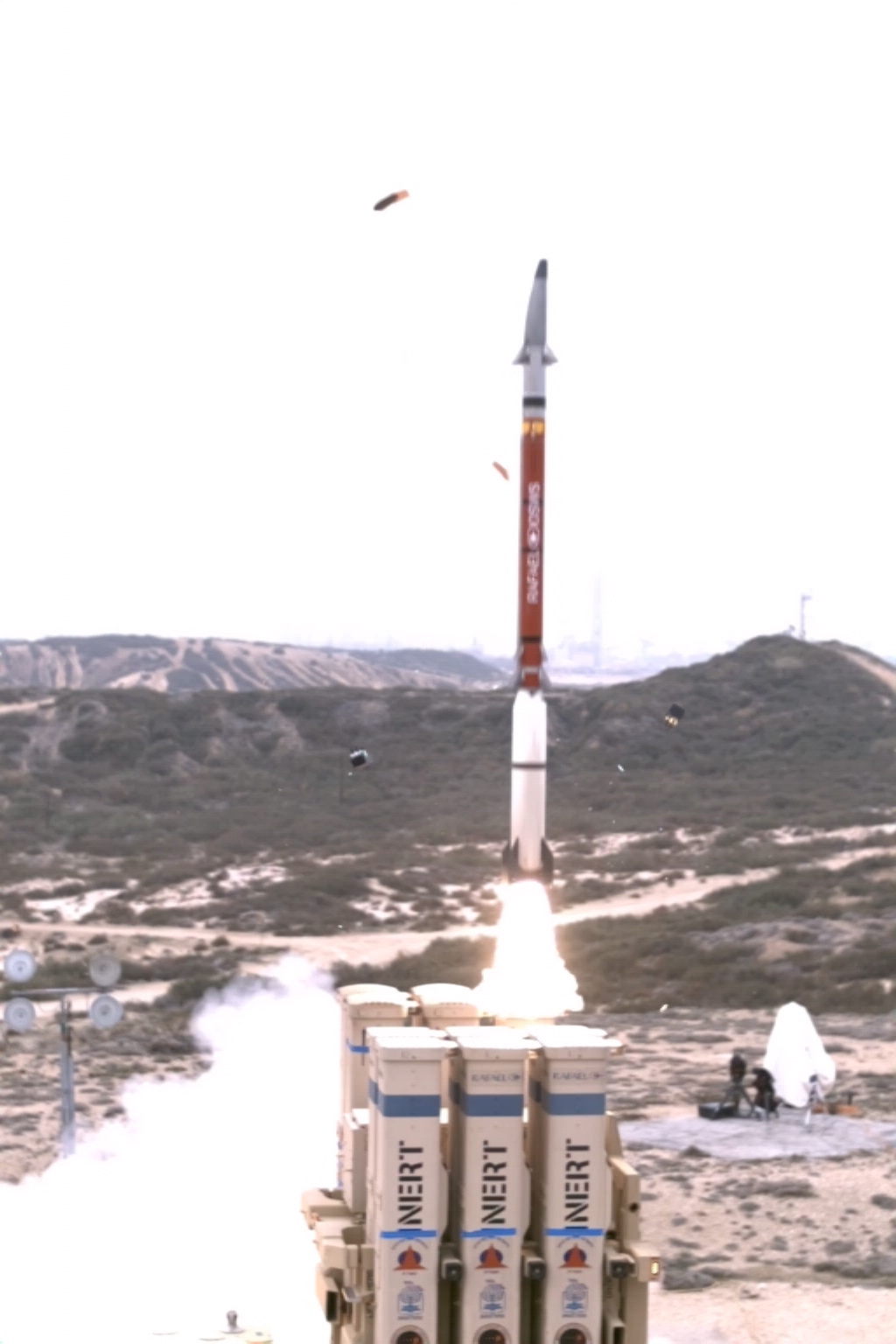
데이비드 슬링의 스터너 미사일은 초고기동성을 위해 설계되었다. 3펄스 모터는 격추 단계에서만 작동하여 추가적인 가속과 기동성을 제공한다.

현대 장거리 무기에는 MIM-104 패트리어트 및 S-300 미사일 시스템 시스템이 포함되며, 이들은 약 150|km의 유효 사거리를 가지며 비교적 우수한 이동성과 짧은 전개 시간을 제공한다. 이들은 MIM-14 나이키 허큘리스 또는 S-75 드비나와 같이 유사하거나 더 짧은 사거리의 구형 시스템과 비교되는데, 구형 시스템은 상당한 크기의 고정 기지를 필요로 했다. 이러한 성능 향상의 대부분은 개선된 로켓 연료와 유도 시스템 내의 점점 더 작아지는 전자 장치 덕분이다. 특히 러시아의 S-400과 같이 400|km의 사거리를 가진 매우 장거리 시스템도 여전히 존재한다.
레이피어 (미사일) 및 2K12 쿱과 같은 중거리 설계는 매우 빠르거나 제로 설정 시간을 가지며 높은 이동성을 갖도록 특별히 설계되었다. 이러한 설계 중 다수는 장갑차에 장착되어 재래식 전쟁에서 이동 작전과 보조를 맞출 수 있었다. 한때 주요 그룹 자체였던 중거리 설계는 1990년대 이후 비정규전에 초점이 맞춰지면서 개발이 줄어들었다.
기내 기동성에도 발전이 이루어졌다. 이스라엘의 데이비드 슬링 스터너 미사일은 저고도에서 차세대 전술 탄도 미사일을 요격하도록 설계되었다. 다단계 요격 미사일은 고체 연료 로켓 모터 부스터로 구성되며, 그 뒤에는 격추 단계에서 초고기동성을 위한 첨단 조향 장치를 갖춘 비대칭 발사체가 있다. 3펄스 모터는 종말 단계에서 추가적인 가속과 기동성을 제공한다.
휴대용 방공 미사일 시스템은 1960년대에 처음 개발되어 1970년대 전투에서 그 효과를 입증했다. 휴대용 방공 미사일은 일반적으로 3|km 정도의 사거리를 가지며 공격 헬리콥터와 지상 공격을 수행하는 항공기에 효과적이다. 고정익 항공기에 대해서는 매우 효과적일 수 있으며, 항공기를 미사일의 작전 범위 밖으로 비행하도록 강제하여 지상 공격 역할의 효율성을 크게 떨어뜨린다. 휴대용 방공 미사일 시스템은 때때로 AN/TWQ-1 어벤저 시스템과 같이 기동성을 향상시키기 위해 차량에 장착되어 사용되기도 한다. 이러한 시스템은 이전에 전용 중거리 시스템이 채웠던 성능 틈새를 침범하고 있다.
함정 기반 대공 미사일 또한 SAM으로 간주되지만, 실제로는 항공기보다는 시 스키밍 미사일에 대해 더 널리 사용될 것으로 예상된다. 사실상 모든 수상 군함은 SAM으로 무장할 수 있으며, 해군 SAM은 모든 최전선 수상함에 필수적이다. 일부 군함 유형은 대공전에 특화되어 있는데, 예를 들어 타이콘데로가급 순양함과 같은 이지스 전투 시스템을 장착한 순양함이나 키로프급 미사일 순양함과 같은 S-300F 포트 미사일 시스템을 장착한 순양함이 있다. 현대의 군함은 다층 대공 방어의 일부로 세 가지 유형(장거리에서 단거리까지)의 SAM을 모두 탑재할 수 있다.

### 유도 시스템

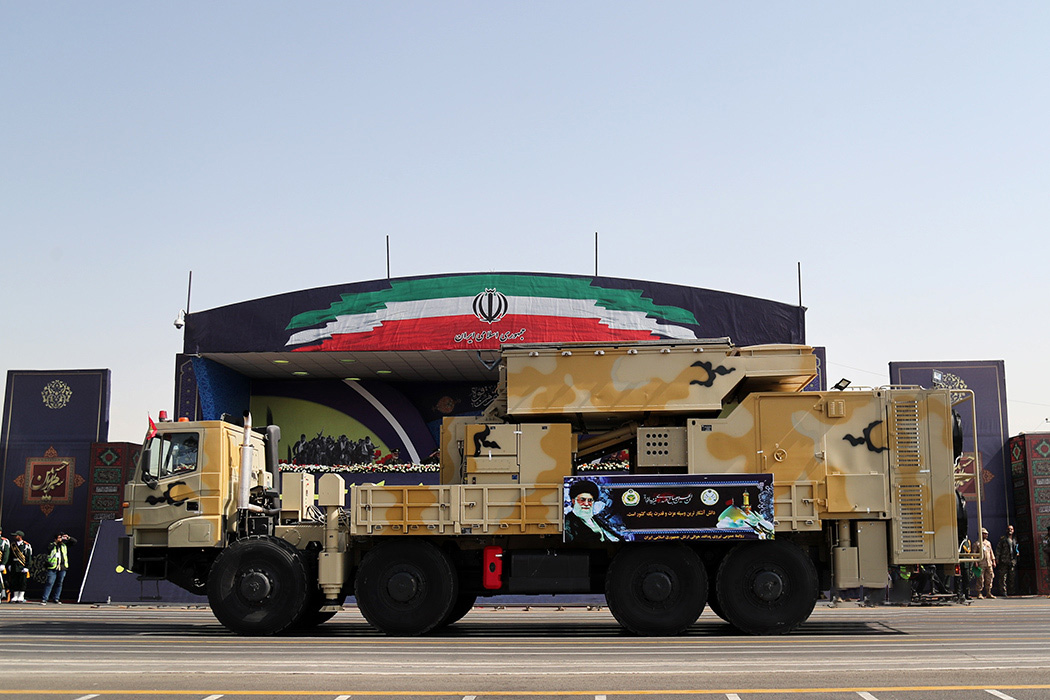
이란 바바르 373 SAM 시스템의 사격 통제 레이더

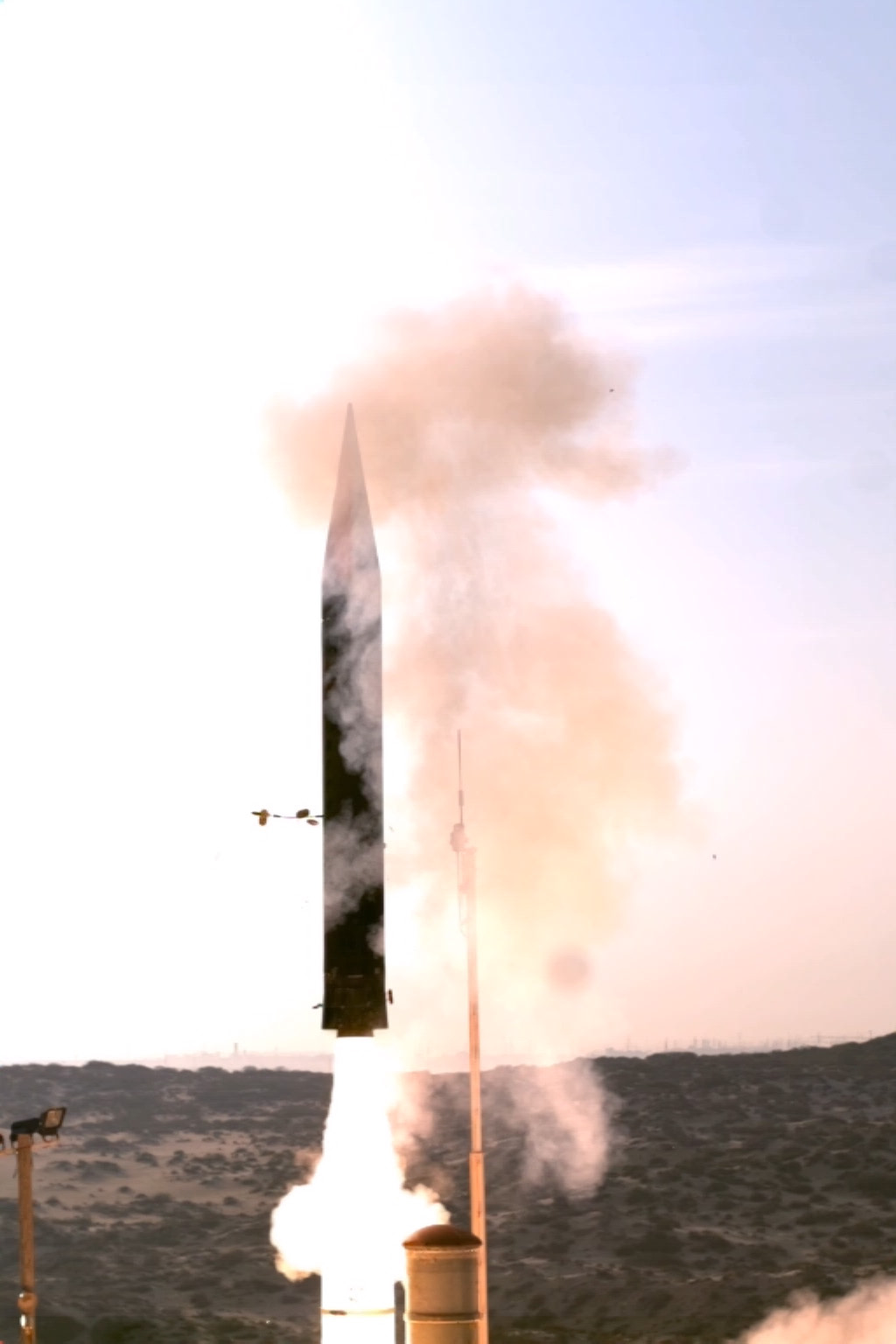
이스라엘의 애로우 3 미사일은 짐벌 시커를 사용하여 반구 커버리지를 제공한다. 시커의 가시선 전파를 차량의 움직임과 비교하여 측정함으로써, 비례항법을 사용하여 경로를 변경하고 목표물의 비행 경로와 정확히 일치시킨다.

SAM 시스템은 일반적으로 유도 시스템에 따라 두 가지 큰 그룹으로 나뉜다. 하나는 레이더를 사용하는 것이고, 다른 하나는 다른 수단을 사용하는 것이다.
장거리 미사일은 일반적으로 초기 탐지 및 유도를 위해 레이더를 사용한다. 초기 SAM 시스템은 일반적으로 추적 레이더를 사용하고, 무선조종 개념을 사용하여 미사일에 유도 정보를 공급했는데, 이를 현장에서는 지령유도라고 불렀다. 1960년대 내내 반능동 레이더 유도 (SARH) 개념이 훨씬 더 보편화되었다. SARH에서 추적 레이더의 방송 반사파는 미사일의 수신기에 의해 포착되어 이 신호를 추적한다. SARH는 대부분의 장비를 지상에 두는 장점이 있으며, 발사 후 지상국이 미사일과 통신할 필요가 없다는 장점도 있다.
소형 미사일, 특히 휴대용 방공 미사일은 일반적으로 적외선 유도 시스템을 사용한다. 이들은 "발사 후 망각"의 장점이 있는데, 일단 발사되면 외부 신호 없이 스스로 목표물을 추적한다. 이에 비해 SARH 시스템은 추적 레이더가 목표물을 비추도록 요구하며, 이는 공격 중에 노출될 수 있다. MIM-46 마울러와 같이 SARH를 사용하는 미사일에 종말 유도 시스템으로 적외선 유도 시커를 결합한 시스템도 알려져 있지만, 이는 일반적으로 드물다.
일부 최신 단거리 시스템은 SARH 기술의 변형을 사용하지만, 레이더 대신 레이저 조명에 기반한다. 이는 작고 매우 빠르게 작동하며 정확도가 높다는 장점이 있다. 일부 구형 설계는 순전히 광학 추적 및 지령유도를 사용하는데, 아마도 가장 잘 알려진 예는 영국의 레이피어 (미사일) 시스템일 것이다. 이 시스템은 처음에는 고정밀의 완전 광학 시스템이었다.
가장 작은 것부터 가장 큰 것까지 모든 SAM 시스템에는 일반적으로 교전 전에 목표물을 식별하는 데 도움이 되는 피아식별장치 (IFF) 시스템이 포함된다. 휴대용 방공 미사일은 발사 전에 목표물이 거의 항상 시각적으로 식별되므로 IFF가 그렇게 중요하지는 않지만, 대부분의 현대 휴대용 방공 미사일에는 IFF가 포함되어 있다.

### 목표 획득

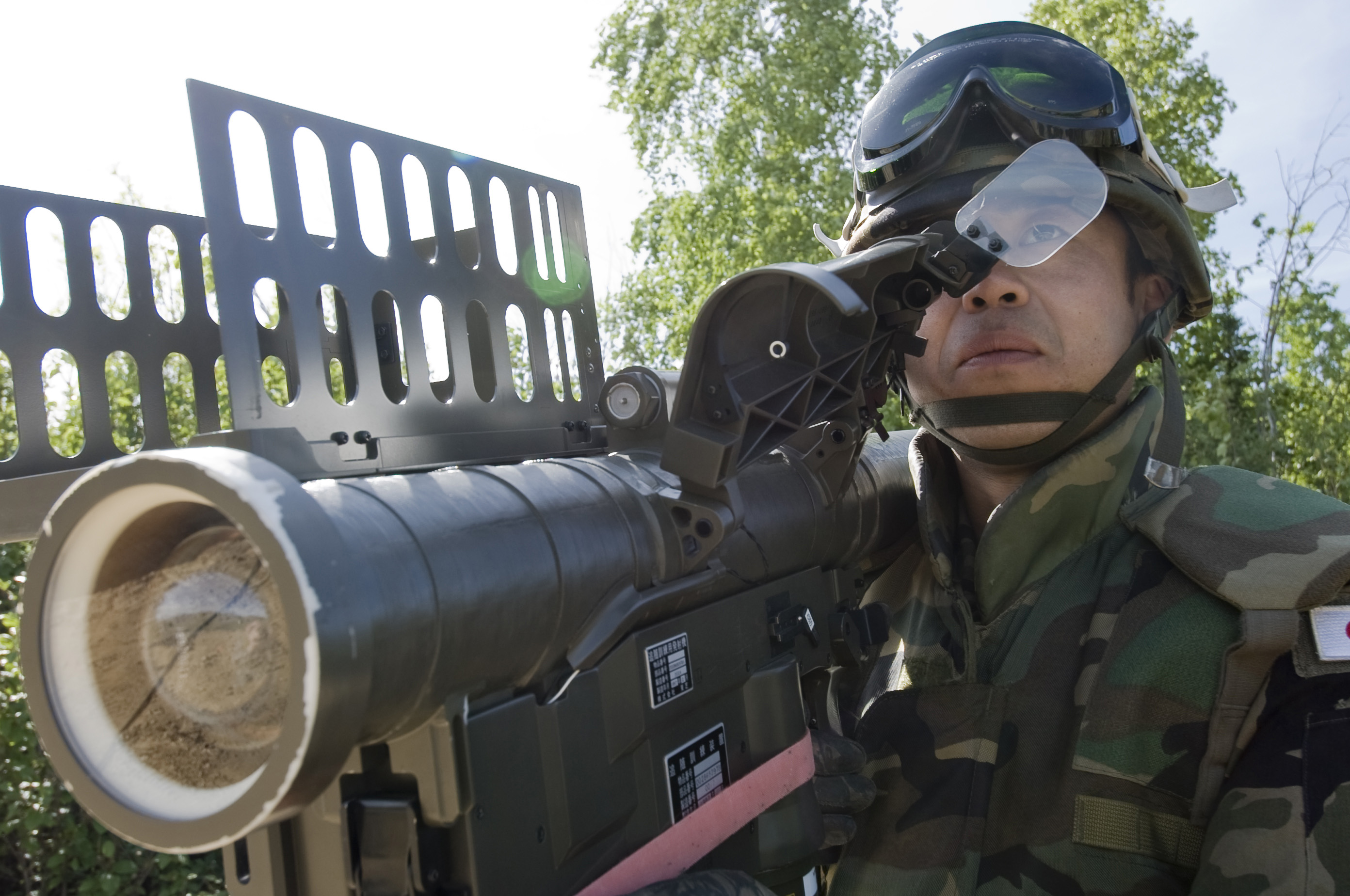
일본 항공자위대 병사가 91식 카이 휴대용 방공 미사일의 광학 조준경을 사용하여 모의 공중 목표물을 획득한다. 왼쪽에 돌출된 수직 금속 장치는 피아식별장치 안테나이다.

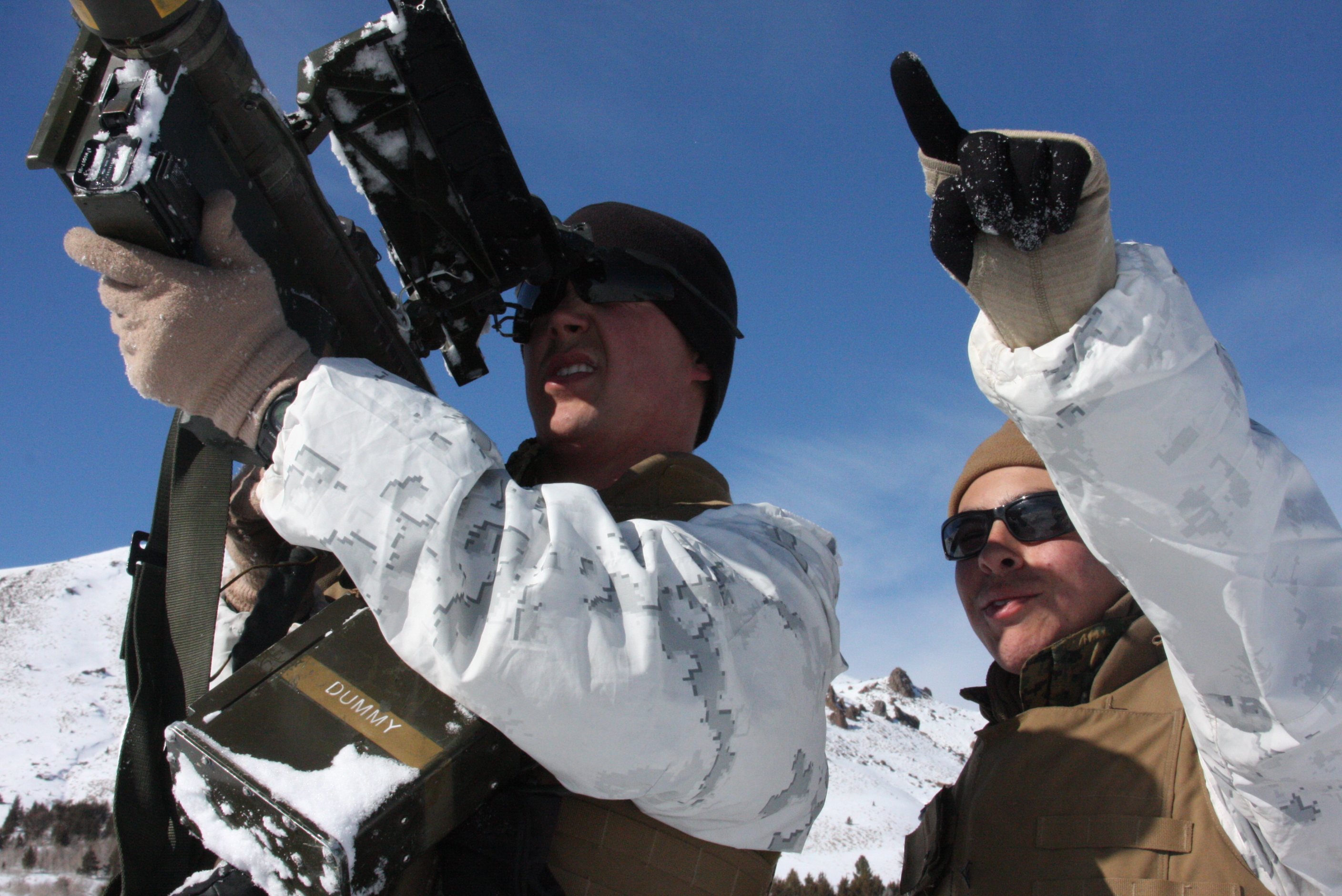
미국 해병대 대공포병이 관측병이 지시한 위치를 향해 스팅어를 조준한다.

장거리 시스템은 일반적으로 목표물 탐지를 위해 레이더 시스템을 사용하며, 시스템 세대에 따라 공격을 위해 별도의 추적 레이더로 "핸드오프"할 수 있다. 단거리 시스템은 탐지를 위해 전적으로 시각적인 경우가 더 많다.
하이브리드 시스템도 일반적이다. MIM-72 채퍼럴은 광학적으로 발사되었지만, 일반적으로 운용자는 단거리 조기 경보 레이더와 함께 작동하여 목표물을 표시했다. 이 레이더인 AN/MPQ-49 전방 지역 경보 레이더는 가마 고트와 함께 전장에 투입되어 전선 후방에 설치되었다. 정보는 데이터 링크를 통해 채퍼럴에 전달되었다. 마찬가지로 영국의 레이피어 (미사일) 시스템에는 원형으로 배열된 일련의 램프에 목표물의 대략적인 방향을 표시하는 간단한 레이더가 포함되어 있었다. 미사일 운용자는 망원경을 그 대략적인 방향으로 조준한 다음 시각적으로 목표물을 찾는다.

## 대표적 지대공 미사일
- 천궁
- KN-06
- 재블린 (지대공유도탄)
- MIM-104 패트리어트
- MIM-23 호크
- S-300 미사일 시스템
- S-400
- S-200 미사일 시스템

## 같이 보기
- 지대지유도탄
- 지대함유도탄
- 대함 미사일